# Karen Van Proeyen
Karen Van Proeyen (* 18. November 1984) ist eine belgische Leichtathletin, die sich auf den Langstreckenlauf spezialisiert hat.

## Sportliche Laufbahn
Karen Van Proeyen bestreitet seit 2011 Wettkämpfe im Straßenlauf vor allem in Belgien und den Niederlanden, konnte aber nur selten ein Rennen für sich entscheiden. Bei den Straßenlauf-Europameisterschaften 2025 in Brüssel und Löwen wurde sie in 3:50:44 h 24. im Marathonlauf. 
2014 wurde Van Proeyen belgische Meisterin im 10.000-Meter-Lauf sowie im Halbmarathon und 2019 im Marathon.

## Persönliche Bestleistungen
- 10.000 Meter: 34:57,27 min, 5. Juni 2021 in Birmingham
- 10-km-Straßenlauf: 35:19 min, 5. August 2017 in Lokeren
- Halbmarathon: 1:15:52 h, 13. Juni 2021 in Gent
- Marathon: 2:34:09 h, 8. Oktober 2023 in Eindhoven